# 2023년 두산 베어스 시즌
2023년 두산 베어스 시즌은 두산 베어스가 KBO 리그에 참가한 25번째 시즌이며, OB 베어스 시절까지 합하면 42번째 시즌이다. 이승엽 감독이 팀을 이끈 첫 시즌으로, 주장은 허경민이 맡았다. 팀은 시즌 초반 하위권을 전전했으나 후반기 들어 반등하며 중위권으로 올라왔고, 이후 5강 싸움 끝에 10팀 중 KIA 타이거즈에 1경기 차로 앞선 정규 시즌 5위를 기록하며 포스트시즌 진출에 성공했다. 그러나 와일드카드 결정전에서 NC 다이노스에게 1차전 패배를 당하며 한 경기만에 탈락해 최종 5위로 마무리했다.(두산은 지난 2012년 이후 11년만에 최초로 조기 탈락을 망신당했다.)

## 타이틀
- 월드 베이스볼 클래식 국가대표: 곽빈, 정철원, 양의지
- 항저우 아시안 게임 금메달: 곽빈
- 아시아 프로야구 챔피언십 은메달: 곽빈, 최승용
- 아시아 야구 선수권 대회 동메달: 이병헌
- KBO 골든글러브: 양의지 (포수)
- KBO 수비상: 양의지 (포수), 허경민 (3루수)
- 리얼글러브: 양석환 (1루수), 허경민 (3루수), 정수빈 (외야수)
- 조아제약 프로야구대상 수비상: 양의지
- 웰컴톱랭킹 5월 투수 1위: 알칸타라
- 웰컴톱랭킹 6월 투수 1위: 알칸타라
- 웰컴톱랭킹 10월 투수 1위: 브랜든
- 업비트 위클리 베스트 라인업 결산: 양의지 (포수)
- 한국갤럽 선정 가장 좋아하는 한국인 야구선수 6위: 양의지
- 올스타 선발: 양의지 (포수)
- 올스타전 추천선수: 홍건희, 이유찬, 정수빈
- 한국대학스포츠협의회 선정 대학야구 출신 올스타: 손시헌 (유격수), 김동주 (3루수)
- 한국대학스포츠협의회 선정 동의대학교 출신 올스타: 윤준호 (포수), 손시헌 (유격수)
- 한국대학스포츠협의회 선정 단국대학교 출신 올스타: 김태형 (포수)
- 9UP 프로야구 탑클래스 카드: 박철순, 안경현
- 3루타: 정수빈 (11)
- 도루: 정수빈 (39)
- 고의4구: 양의지 (8)
- 희생플라이: 양석환 (11)
- 이닝: 알칸타라 (192)
- 퀄리티 스타트: 알칸타라 (22)
- 투구 수: 알칸타라 (2988)
- 견제 아웃: 최원준 (4)
- 선발 GSC: 알칸타라 (6월 8일 한화전, 88)

### 퓨처스리그
- 퓨처스리그 리얼글러브: 홍성호, 이원재, 최종인
- 퓨처스 올스타: 김유성, 이원재, 최지강, 윤준호
- 타율: 홍성호 (0.364)
- 장타율: 홍성호 (0.657)
- 북부리그 출장(타자): 권민석 (86)
- 북부리그 안타: 홍성호 (86)
- 북부리그 3루타: 양찬열 (5)
- 북부리그 홈런: 홍성호 (15)
- 북부리그 타점: 홍성호 (59)
- 북부리그 사구: 서예일 (8)
- 북부리그 출루율: 홍성호 (0.422)
- 북부리그 평균자책점: 이원재 (3.80)
- 북부리그 이닝: 이원재 (83)
- 북부리그 탈삼진: 김유성, 이원재 (74)

## 선수단
- 선발투수: 알칸타라, 곽빈, 브랜든, 최승용, 김동주, 최원준, 장원준, 이원재, 딜런
- 구원투수: 김명신, 박치국, 김강률, 백승우, 박정수, 김민규, 최지강, 이승진, 박신지, 정철원, 제환유, 이병헌, 고봉재, 이영하, 이형범
- 마무리투수: 홍건희, 김호준, 김정우, 김유성
- 포수: 양의지, 박유연, 안승한, 장승현
- 1루수: 양석환, 강진성, 신성현, 박지훈, 김민혁
- 2루수: 강승호, 이유찬, 서예일
- 유격수: 김재호, 권민석, 박계범, 안재석
- 3루수: 허경민, 박준영, 전민재
- 좌익수: 로하스, 송승환
- 중견수: 정수빈
- 우익수: 김인태, 양찬열, 조수행, 홍성호, 김태근, 김대한
- 지명타자: 김재환

## 여담
- 로하스는 4월 1일 롯데 자이언츠와의 개막전에서 KBO 리그 사상 최초의 개막전 끝내기 3점 홈런을 달성했다. 이는 로하스가 KBO 리그에서 친 첫 홈런이기도 하며, 팀이 개막전에서 끝내기 홈런을 친 건 이때가 처음이다.
- 정철원은 블론세이브 9회, 블론홀드 1회로 도합 10개의 블론을 기록했다. 이는 2013년 이후 KBO 리그 역대 단일 시즌 최다 기록이다.
- 양석환은 좌전 안타 86개로 2013년 이후 단일 시즌 최다 기록을 세웠다.
- 로하스는 중전 안타 7개, 중앙 타구 타율 0.156으로 2013년 이후 규정 타석 충족 타자 중 단일 시즌 최소, 최저 기록을 세웠다.
- 정수빈은 후반기 3루타 8개로 KBO 리그 역대 단일 시즌 후반기 최다 기록을 세웠다.
- 이병헌은 포스트시즌에서 9이닝 당 81점의 득점지원을 받아 KBO 리그 역대 단일 포스트시즌 9이닝 당 최다 득점지원을 받았다.
- 로하스는 포스트시즌에서 2타수 2안타를 기록하여 KBO 리그 사상 최초 외국인 타자 포스트시즌 타율 1.000을 달성했다.

## 같이 보기
- 2024년 두산 베어스 시즌